# OutRun (Kavinsky)
OutRun è l'album di debutto dell'artista francese Kavinsky, pubblicato il 22 febbraio 2013. 
Questo album è stato fatto con la produzione e l'aiuto di SebastiAn e dello stesso Guy-Manuel de Homem-Christo dei Daft Punk. Il nome dell'album si rifà al gioco arcade SEGA Out Run, distribuito nel 1986, del quale era protagonista una Ferrari Testarossa. Molti sono i richiami che hanno influenzato la creazione dell'album: per esempio ci sono riferimenti a molti film e serie televisive anni '80, come Miami Vice, o a cartoni animati giapponesi, come Dragon Ball Z, con la canzone Rampage che riprende la soundtrack dell'anime o i film di Dario Argento.
ll concetto alla base di OutRun segue la storia di Kavinsky, un giovane che si è schiantato con la sua Testarossa nel 1986 ed è riapparso nel 2006 come uno zombi che produce musica elettronica.

## Singoli
I singoli estratti dall'album sono principalmente due: ProtoVision, pubblicato come singolo il 10 dicembre 2012 e Odd Look, pubblicato a novembre in una prima versione molto breve di circa 1 minuto per lo spot della BMW i8. Tuttavia Kavinsky ha confermato che a fine giugno 2013 l'uscita del singolo di Odd Look con la co-produzione di DJ A-Trak. Inoltre all'interno dell'album è presente Nightcall, il singolo di maggior successo di Kavinsky.

## Critiche
L'album ha ricevuto in generale delle critiche positive e favorevoli. Alcuni sono rimasti un po' sconfortati dalla presenza di poche tracce nuove, tuttavia la maggior parte delle riviste musicali e classifiche musicali ha considerato l'album come uno dei migliori album di musica elettronica degli ultimi tempi, in cui prevale la musica commerciale piuttosto che quella elettronica.

## Tracce
1. Prelude – 1:15
2. Blizzard – 3:28
3. ProtoVision – 3:26
4. Odd Look – 4:50
5. Rampage – 2:56
6. Suburbia – 3:28
7. Testarossa Autodrive – 3:38
8. Nightcall – 4:19
9. Deadcruiser – 3:33
10. Grand Canyon – 3:13
11. First Blood – 3:05
12. Roadgame – 3:44
13. Endless – 2:59

Durata totale: 43:54